# Oirase (fiume)
L'Oirase (奥入瀬川?, Oirase-gawa) è un fiume giapponese, situato tra le prefetture di Aomori e Akita.
Unico emissario del lago Towada, il fiume è una delle maggiori attrazioni del parco nazionale di Towada-Hachimantai, il quale si sviluppa intorno ad esso. Nel 1996 il suono dell'acqua del fiume è stato inserito dal Ministero dell'ambiente nella lista dei 100 paesaggi sonori del Giappone.